# بریانا رالینس
بریانا رالینس (انگلیسی: Brianna Rollins-McNeal؛ زادهٔ ۱۸ اوت ۱۹۹۱) یک دونده رشته دو ۱۰۰ متر بامانع اهل ایالات متحده آمریکا است. وی برنده یک مدال طلا در بازی‌های المپیک تابستانی، یک مدال طلا در مسابقات جهانی و یک مدال نقره در مسابقات قهرمانی داخل سالن جهان شده است.